# Distrito de Bragança
O distrito de Bragança é um distrito português, localizado no nordeste do país. Limita a norte e a leste com a Espanha, a sul com o distrito da Guarda, a sudoeste com o distrito de Viseu e a oeste com o distrito de Vila Real.
Tem uma área total de 6 608 km², sendo o 5.° distrito com a maior área de todos os distritos nacionais. Em 2022 registou uma população de 122 218 pessoas, sendo o 19.° distrito mais populoso do país, que se dividem em 12 municípios e em 226 freguesias.

## Subdivisões
O distrito de Bragança subdivide-se nos seguintes doze municípios:
| Brasão | Município                | População (2021) | Área (km²) | Densidade (hab./km²) | N.º Freg. |
| ------ | ------------------------ | ---------------- | ---------- | -------------------- | --------- |
|        | Alfândega da Fé          | 4 324            | 321,96     | 13,43                | 12        |
|        | Bragança                 | 34 582           | 1 173,6    | 29                   | 39        |
|        | Carrazeda de Ansiães     | 5 490            | 280,91     | 24                   | 14        |
|        | Freixo de Espada à Cinta | 3 216            | 244,49     | 16                   | 4         |
|        | Macedo de Cavaleiros     | 14 251           | 699,27     | 23                   | 30        |
|        | Miranda do Douro         | 6 463            | 488,36     | 15                   | 13        |
|        | Mirandela                | 21 384           | 658,97     | 39                   | 30        |
|        | Mogadouro                | 8 301            | 757,98     | 14                   | 21        |
|        | Torre de Moncorvo        | 6 826            | 532,77     | 17                   | 13        |
|        | Vila Flor                | 6 050            | 265,52     | 28                   | 14        |
|        | Vimioso                  | 4 149            | 481,47     | 10                   | 10        |
|        | Vinhais                  | 7 768            | 694,68     | 14                   | 26        |

Na atual divisão principal do país, o distrito encontra-se integrado na Região Norte e dividido em duas subregiões, ambas integrando também concelhos de outros distritos: Alto Trás-os-Montes e Douro. Em resumo:
- Região Norte
  - Alto Trás-os-Montes
    - Alfândega da Fé
    - Bragança
    - Macedo de Cavaleiros
    - Miranda do Douro
    - Mirandela
    - Mogadouro
    - Vimioso
    - Vinhais

  - Douro
    - Carrazeda de Ansiães
    - Freixo de Espada à Cinta
    - Torre de Moncorvo
    - Vila Flor

### Cidades
- Bragança
- Mirandela
- Macedo de Cavaleiros
- Miranda do Douro
- Mogadouro

### Vilas
- Alfândega da Fé
- Argozelo (Vimioso)
- Carrazeda de Ansiães
- Freixo de Espada à Cinta
- Izeda (Bragança)
- Sendim (Miranda do Douro)
- Torre de Dona Chama (Mirandela)
- Torre de Moncorvo
- Vila Flor
- Vimioso
- Vinhais

## População
| Número de habitantes | Número de habitantes | Número de habitantes | Número de habitantes | Número de habitantes | Número de habitantes | Número de habitantes | Número de habitantes | Número de habitantes | Número de habitantes | Número de habitantes | Número de habitantes | Número de habitantes | Número de habitantes | Número de habitantes | Número de habitantes |
| -------------------- | -------------------- | -------------------- | -------------------- | -------------------- | -------------------- | -------------------- | -------------------- | -------------------- | -------------------- | -------------------- | -------------------- | -------------------- | -------------------- | -------------------- | -------------------- |
|                      | 1864                 | 1878                 | 1890                 | 1900                 | 1911                 | 1920                 | 1930                 | 1940                 | 1950                 | 1960                 | 1970                 | 1981                 | 1991                 | 2001                 | 2011                 |
| Global *             | 161 459              | 171 802              | 180 130              | 184 662              | 192 081              | 170 188              | 186 984              | 213 679              | 228 358              | 233 441              | 179 763              | 184 252              | 157 809              | 148 883              | 136 252              |
| 0-14 Anos **         |                      |                      |                      | 62 870               | 68 818               | 57 730               | 63 668               | 74 585               | 75 587               | 77 271               | 55 995               | 47 381               | 30 265               | 19 781               | 14 865               |
| 15-24 Anos **        |                      |                      |                      | 33 895               | 32 472               | 30 132               | 33 675               | 37 625               | 42 405               | 39 761               | 28 565               | 32 074               | 23 753               | 20 081               | 13 103               |
| 25-64 Anos **        |                      |                      |                      | 80 127               | 80 160               | 71 097               | 75 181               | 86 945               | 94 918               | 100 834              | 77 060               | 79 289               | 74 994               | 73 472               | 69 009               |
| = ou > 65 Anos **    |                      |                      |                      | 8 207                | 10 062               | 10 395               | 12 135               | 13 319               | 14 215               | 15 575               | 18 775               | 25 509               | 28 797               | 35 549               | 39 275               |

* População residente; ** População presente (1900-1950)

### Freguesias com mais de 1000 habitantes
- Sé (Bragança), 17913 habitantes
- Mirandela, 11852 habitantes
- Macedo de Cavaleiros, 6257 habitantes
- Santa Maria (Bragança), 3940 habitantes
- Mogadouro, 3549 habitantes
- Torre de Moncorvo, 2891 habitantes
- Vila Flor, 2269 habitantes
- Miranda do Douro, 2254 habitantes
- Vinhais, 2245 habitantes
- Freixo de Espada à Cinta, 2188 habitantes
- Alfândega da Fé, 2055 habitantes
- Carrazeda de Ansiães, 1701 habitantes
- Sendim (Miranda do Douro), 1366 habitantes
- Carvalhais (Mirandela), 1299 habitantes
- Vimioso, 1285 habitantes
- Samil (Bragança), 1246 habitantes
- Torre de Dona Chama (Mirandela), 1105 habitantes
- Izeda (Bragança), 1006 habitantes

### Freguesias com menos de 100 habitantes
- Calvelhe (Bragança), 97 habitantes
- Avantos (Mirandela), 96 habitantes
- Navalho (Mirandela), 96 habitantes
- Cicouro (Miranda do Douro), 95 habitantes
- Edroso (Macedo de Cavaleiros), 95 habitantes
- Souto da Velha (Torre de Moncorvo), 93 habitantes
- Ribalonga (Carrazeda de Ansiães), 92 habitantes
- Saldonha (Alfândega da Fé), 92 habitantes
- Sendim da Ribeira (Alfândega da Fé), 92 habitantes
- Sendim da Serra (Alfândega da Fé), 91 habitantes
- Vila Boa (Mirandela), 90 habitantes
- Freixeda (Mirandela), 89 habitantes
- Soeira (Vinhais), 87 habitantes
- Brunhosinho (Mogadouro), 86 habitantes
- Fresulfe (Vinhais), 83 habitantes
- Vila Verde (Mirandela), 81 habitantes
- Vales (Alfândega da Fé), 78 habitantes
- Castanheira (Mogadouro), 77 habitantes
- Rio de Onor (Bragança), 76 habitantes
- Vilar de Rei (Mogadouro), 72 habitantes
- Vilarinho do Monte (Macedo de Cavaleiros), 67 habitantes
- Vale Peseiro (Alfândega da Fé), 64 habitantes
- Alvaredos (Vinhais), 62 habitantes
- Santa Cruz (Vinhais), 57 habitantes
- Santa Combinha (Macedo de Cavaleiros), 56 habitantes
- Mofreita (Vinhais), 54 habitantes
- Burga (Macedo de Cavaleiros), 53 habitantes
- Pombares (Bragança), 41 habitantes
- São Jomil (Vinhais), 38 habitantes
- Soutelo Mourisco (Macedo de Cavaleiros), 31 habitantes

Algumas das freguesias, acima referidas, poderão, a partir de 2013, passado a pertencer a Uniões de Freguesias.

## Geografia
O distrito é composto por duas regiões distintas. Mais a norte, as regiões de maior altitude constituem a Terra Fria Transmontana, onde a paisagem é dominada pelos baixos declives do planalto transmontano; a sul, fica a Terra Quente Transmontana, de clima mais suave, marcada pelo vale do rio Douro e pelos vales dos seus afluentes. Em nível geral o distrito de Bragança é um distrito bastante montanhoso dominado por serras, montes e planaltos.
É, aliás, o Douro que constitui a característica geográfica mais importante, visto que serve de limite ao distrito ao longo de toda a sua fronteira sul, e da maior parte da fronteira oriental, até à extremidade nordeste do território português. É no vale do Douro que se situam os terrenos de menor altitude do distrito, que se situam quase todos acima dos 400 metros, com exceção dos vales dos rios principais e da região de Mirandela.
Além do Douro, os principais rios do distrito correm de norte para sul ou de nordeste para sudoeste, e fazem todos parte da bacia hidrográfica do Douro. Os principais são o rio Tua, que nasce em Mirandela da junção dos rios Tuela e Rabaçal e banha a zona ocidental do distrito, e o rio Sabor, que também nasce em Espanha, mas que corre através da zona oriental do distrito. Ambos têm uma rede de afluentes significativa, sendo que o Tuela recebe as águas do rio Baceiro, o Rabaçal as do rio Mente, e o Sabor as do Rio Azibo.
Entre os vales dos rios, erguem-se serras. A serra da Nogueira separa os vales do Tuela e do Sabor, erquendo-se até aos 1 320 m. Mais a sul, fica a serra de Bornes, nos concelhos de Macedo de Cavaleiros e Alfândega da Fé que separa o Tua do Sabor, subindo até aos 1 199 m. A leste, a serra do Mogadouro é pouco mais que uma série de colinas que separam o Sabor do Douro, mas mesmo assim chega aos 997 m. A norte, junto à fronteira espanhola, erguem-se as serras maiores: a serra da Coroa que sobe até aos 1 274 m de altitude a norte de Vinhais, e a serra de Montesinho que se prolonga por território espanhol, que utltrapassa os 1 400 m de altitude.
A maior parte das barragens do distrito situa-se no Douro. São elas, de jusante para montante, a barragem da Valeira, a barragem do Pocinho, a barragem de Saucelle (já no Douro Internacional), a barragem de Aldeiadávila, a barragem da Bemposta, a barragem do Picote e a barragem de Miranda do Douro. Nos afluentes do Douro, existem as barragens do Azibo, Nuzedo de Baixo e de Rebordelo, estas duas bem próximas uma da outra, no extremo sul do concelho de Vinhais.

### Montanhas por Altitude (metros)
1. Lombada Grande - 1486 - Serra de Montesinho (Bragança)
2. Nogueira - 1320 - Serra da Nogueira (Bragança)
3. Coroa - 1273 - Serra da Coroa (Vinhais)
4. Pena Mourisca - 1231 - Serra da Nogueira (Macedo de Cavaleiros)
5. Bornes - 1199 - Serra de Bornes (Macedo de Cavaleiros/Alfândega da Fé)
6. Picaraúnha - 1176 - Serra de Bornes (Macedo de Cavaleiros/Alfândega da Fé)
7. Igrejinha - 1147 - Serra do Coelho (Vinhais)
8. Cerro da Esculqueira - 1145 - Serra da Esculqueira (Vinhais)
9. Coroto - 1121 - Serra de Montesinho (Bragança)
10. Lomba Rasa - 1074 - Serra das Barreiras Brancas (Bragança)
11. Srª da Assunção - 997 - Serra de Mogadouro (Mogadouro)
12. Cabeça Velha - 981 - Planalto de Entre Sabor e Maçãs (Bragança)
13. Variz - 970 - Serra de Mogadouro (Mogadouro)
14. Pinela - 965 - Serra da Nogueira (Bragança)
15. Agra - 958 - Planalto de Entre Sabor e Maçãs (Bragança)
16. Deilão - 958 - Planalto de Entre Sabor e Maçãs (Bragança)
17. Mó - 955 - Serra de Mourigo (Vimioso)
18. Serro - 931 - Serra de Montesinho (Bragança)
19. Arrasca - 923 - Alto da Arrasca (Vinhais)
20. Vilar do Rei - 922 - Serra de Mogadouro (Mogadouro)
21. Figueira - 918 - Serra de Mogadouro (Serra da Figueira)
22. Reboredo - 913 - Serra de Reboredo (Torre de Moncorvo)
23. Mua - 902 - Serra de Reboredo (Torre de Moncorvo)
24. Srª da Graça - 898 - Serras de Ansiães (Carrazeda de Ansiães)
25. Corujas - 894 - Serra de Corujas (Macedo de Cavaleiros)
26. Forca - 891 - Serra da Coroa (Vinhais)
27. Lagoaça - 884 - Serra de Mogadouro/ Serra de Reboredo (Freixo de Espada à Cinta)
28. Fonte Longa - 883 - Serras de Ansiães (Carrazeda de Ansiães)
29. Cabrões - 882 - Serra da Coroa (Vinhais)
30. Carpinteiro - 870 - Serras de Ansiães (Carrazeda de Ansiães/Torre de Moncorvo)
31. Gajope - 848 - Serra de Mogadouro (Mogadouro)
32. Assunção - 847 - Serras de Ansiães (Carrazeda de Ansiães)
33. Cochicho - 845 - Serra de Reboredo (Torre de Moncorvo)
34. Cabeço Alto - 843 - Serras de Ansiães (Carrazeda de Ansiães)
35. Edral - 842 - Alto de Edral (Vinhais)
36. Moaz - 828 - Serra da Coroa (Vinhais)
37. Porrinhela - 823 - Serra de Reboredo (Freixo de Espada à Cinta)
38. Faro - 822 - Serra de Faro (Vila Flor)[5]

## Turismo
O distrito de Bragança integra em pleno a Região de Turismo do Nordeste Transmontano

## Património
- Lista de património edificado no distrito de Bragança

## Política

### Eleições legislativas
| Ano  | %       | D       | %    | D   | %      | D      | %       | D       | %           | D           | %   | D   | %    | D  | %    | D   | %    | D   | %   | D   | %    | D    | %   | D   | %       | D       | % | D | %  | D  | %  | D  |
| Ano  | PPD/PSD | PPD/PSD | PS   | PS  | CDS-PP | CDS-PP | MDP/CDE | MDP/CDE | PCP/APU/CDU | PCP/APU/CDU | UDP | UDP | AD   | AD | FRS  | FRS | PRD  | PRD | PSN | PSN | B.E. | B.E. | PAN | PAN | PSD CDS | PSD CDS | L | L | CH | CH | IL | IL |
| ---- | ------- | ------- | ---- | --- | ------ | ------ | ------- | ------- | ----------- | ----------- | --- | --- | ---- | -- | ---- | --- | ---- | --- | --- | --- | ---- | ---- | --- | --- | ------- | ------- | - | - | -- | -- | -- | -- |
| 1975 | 43,0    | 3       | 24,7 | 1   | 13,5   | –      | 3,7     | –       | 2,7         | –           | –   | –   |      |    |      |     |      |     |     |     |      |      |     |     |         |         |   |   |    |    |    |    |
| 1976 | 33,2    | 2       | 22,6 | 1   | 28,3   | 2      |         |         | 2,7         | –           | 0,8 | –   |      |    |      |     |      |     |     |     |      |      |     |     |         |         |   |   |    |    |    |    |
| 1979 | AD      | AD      | 22,1 | 1   | AD     | AD     | APU     | APU     | 5,8         | –           | 1,8 | –   | 60,5 | 3  |      |     |      |     |     |     |      |      |     |     |         |         |   |   |    |    |    |    |
| 1980 | AD      | AD      | FRS  | FRS | AD     | AD     | APU     | APU     | 4,8         | –           | 0,9 | –   | 65,1 | 3  | 21,3 | 1   |      |     |     |     |      |      |     |     |         |         |   |   |    |    |    |    |
| 1983 | 35,8    | 2       | 30,3 | 1   | 20,9   | 1      | APU     | APU     | 4,8         | –           | 0,5 | –   |      |    |      |     |      |     |     |     |      |      |     |     |         |         |   |   |    |    |    |    |
| 1985 | 38,9    | 2       | 22,7 | 1   | 17,0   | 1      | APU     | APU     | 5,4         | –           | 0,8 | –   | 6,9  | –  |      |     |      |     |     |     |      |      |     |     |         |         |   |   |    |    |    |    |
| 1987 | 60,8    | 3       | 19,1 | 1   | 7,6    | –      | 0,5     | –       | 3,3         | –           | 0,7 | –   | 1,3  | –  |      |     |      |     |     |     |      |      |     |     |         |         |   |   |    |    |    |    |
| 1991 | 57,9    | 3       | 25,6 | 1   | 8,2    | –      |         |         | 2,1         | –           | –   | –   | 0,6  | –  | 1,5  | –   |      |     |     |     |      |      |     |     |         |         |   |   |    |    |    |    |
| 1995 | 44,7    | 2       | 40,3 | 2   | 9,4    | –      | 1,9     | –       | 0,4         | –           |     |     | –    | –  |      |     |      |     |     |     |      |      |     |     |         |         |   |   |    |    |    |    |
| 1999 | 44,9    | 2       | 39,7 | 2   | 8,6    | –      | 2,6     | –       |             |             | 0,3 | –   | 0,8  | –  |      |     |      |     |     |     |      |      |     |     |         |         |   |   |    |    |    |    |
| 2002 | 53,2    | 3       | 29,7 | 1   | 10,9   | –      | 1,9     | –       |             |             | 0,9 | –   |      |    |      |     |      |     |     |     |      |      |     |     |         |         |   |   |    |    |    |    |
| 2005 | 39,0    | 2       | 42,1 | 2   | 9,7    | –      | 2,0     | –       | 2,4         | –           |     |     |      |    |      |     |      |     |     |     |      |      |     |     |         |         |   |   |    |    |    |    |
| 2009 | 40,6    | 2       | 33,0 | 1   | 12,6   | –      | 2,4     | –       | 6,2         | –           |     |     |      |    |      |     |      |     |     |     |      |      |     |     |         |         |   |   |    |    |    |    |
| 2011 | 52,0    | 2       | 26,1 | 1   | 11,1   | –      | 2,6     | –       | 2,3         | –           | –   | –   |      |    |      |     |      |     |     |     |      |      |     |     |         |         |   |   |    |    |    |    |
| 2015 | CDS     | CDS     | 34,1 | 1   | PSD    | PSD    | 3,1     | –       | 5,5         | –           | 0,6 | –   | 49,4 | 2  | 0,4  | –   |      |     |     |     |      |      |     |     |         |         |   |   |    |    |    |    |
| 2019 | 40,8    | 2       | 36,5 | 1   | 4,5    | –      | 2,1     | –       | 6,0         | –           | 1,3 | –   |      |    | 0,4  | –   | 0,8  | –   | 0,4 | –   |      |      |     |     |         |         |   |   |    |    |    |    |
| 2022 | 40,3    | 1       | 40,3 | 2   | 2,1    | –      | 1,4     | –       | 2,1         | –           | 0,6 | –   | 0,3  | –  | 8,5  | –   | 1,6  | –   |     |     |      |      |     |     |         |         |   |   |    |    |    |    |
| 2024 | AD      | AD      | 29,6 | 1   | AD     | AD     | 1,1     | –       | 40,0        | 2           | 1,9 | –   | 0,8  | –  | 1,0  | –   | 18,2 | –   | 1,7 | –   |      |      |     |     |         |         |   |   |    |    |    |    |

## Saúde
O distrito é servido pela Unidade Local de Saúde do Nordeste, com as seguintes unidades hospitalares:
- Hospital de Bragança
- Hospital de Mirandela
- Hospital de Macedo de Cavaleiros

## Transportes

### Rodoviário
- A4 (Autoestrada Transmontana) - Porto/Matosinhos - Amarante - Túnel do Marão - Vila Real - Mirandela - Bragança - Quintanilha (Bragança)

- IP2- Amendoeira (Macedo de Cavaleiros) - Macedo de Cavaleiros - Trancoso - A25 (Celorico da Beira-Guarda) - A23(Guarda-Castelo Branco- Gardete) - Gardete (Nisa) - Portalegre - Estremoz - Évora - Vidigueira - Beja - Castro Verde
- IP4

- IC5- Pópulo (Murça) - Alijó - Vila Flor - Mogadouro - Duas Igrejas (Miranda do Douro)

### Ferroviário
- Metro Ligeiro de Mirandela- Cachão (Mirandela) - Mirandela
- Linha do Douro- Ermesinde (Valongo) - Peso da Régua - Pinhão (Alijó) - Foz do Tua (Carrazeda de Ansiães) - Pocinho (Vila Nova de Foz Côa) - Barca d' Alva (Figueira Castelo Rodrigo)

### Aéreo
- Aeródromo Municipal de Bragança
- Aeródromo Municipal de Mirandela
- Aeródromo de Mogadouro
- Aeródromo de Macedo de Cavaleiros